# Electric Music for the Mind and Body
Az 1967-es Electric Music for the Mind and Body a Country Joe and the Fish debütáló nagylemeze. Egyike az első San Franciscó-i pszichedelikus rock albumoknak.
A Section 43, Grace és Not So Sweet Martha Lorraine dalokat egymás után játszották a rádiók. A Love című dal híres változata a Woodstocki fesztiválon is elhangzott.
A Grace egy tribute dal a Jefferson Airplane énekesének, Grace Slick-nek. Az album azerepel az 1001 lemez, amit hallanod kell, mielőtt meghalsz című könyvben.

## Az album dalai
|     | Cím                           | Szerző(k)                                                               | Hossz |
| --- | ----------------------------- | ----------------------------------------------------------------------- | ----- |
| 1.  | Flying High                   | Joe McDonald                                                            | 2:38  |
| 2.  | Not So Sweet Martha Lorraine  | McDonald                                                                | 4:21  |
| 3.  | Death Sound Blues             | McDonald                                                                | 4:23  |
| 4.  | Happiness Is a Porpoise Mouth | McDonald                                                                | 2:48  |
| 5.  | Section 43                    | McDonald                                                                | 7:23  |
| 6.  | Superbird                     | McDonald                                                                | 2:04  |
| 7.  | Sad and Lonely Times          | McDonald                                                                | 2:23  |
| 8.  | Love                          | McDonald, Barry Melton, David Cohen, Bruce Barthol, Gunning, Gary Hirsh | 2:19  |
| 9.  | Bass Strings                  | McDonald                                                                | 4:58  |
| 10. | The Masked Marauder           | McDonald                                                                | 3:10  |
| 11. | Grace                         | McDonald                                                                | 7:03  |

## Közreműködők
- Country Joe McDonald – ének, gitár, harang, tamburin
- Barry Melton – ének, gitár
- David Cohen – gitár, orgona
- Bruce Barthol – basszusgitár, szájharmonika
- Gary "Chicken" Hirsh – dobok